# Чияликская культура
Чияликская культура — археологическая культура на Южном Урале эпохи Средневековья X—XIV веков.

## Топонимика
Название культуры происходит от названия поселения у деревни Чиялек Республики Татарстан на берегу реки Сюнь.

## Характеристика
Распространение Чияликской культуры охватывает территорию между реками Шешма и Зай (притоки Камы) с запада и до реки Тобол на востоке. В Башкирии распространена в бассейне рек Ик, Сюнь, Белая, Дёма, Ай. Происхождение Чияликской культуры связывается с памятниками мрясимовского типа X — начала XIII века. Чияликская культура относится к этнокультурному ареалу 
культур с резной и гребенчато-шнуровой керамикой, занимавшему территорию лесного и лесостепного Зауралья и Приуралья. История памятников чияликского типа
начинается с XII века, когда угры заселили северо-восточные окраины
Волжской Булгарии в Камско-Бельско-Икском междуречье. В XIII—XIV веках чияликское население постепенно расширяет ареал до окрестностей Уфы, бассейна нижнего и среднего течения реки Белой.
Представлена Азметьевским, Дербёшкинским, Такталачукским могильниками. На территории современной Башкирии — Абдуллинское городище, Бакалинские курганы, Горновский археологический комплекс, Каранаевские курганы, Кушулевский могильник, Мрясимовские курганы, Нижнехозятовский клад, Сынташтамакские курганы, Турналинское городище.
Представители культуры жили в бревенчатых домах, полуземлянках, юртах. Очаги в домах помещались в разных местах, а в юртах — в центре. Жилища были летние (юрты, шалаши, каркасно-столбовые постройки) и зимние.
В раскопках найдена керамика: круглодонные сосуды с примесью песка, украшения орнаментом. Умерших хоронили в неглубоких, около 1,3 м, захоронениях. У изголовья оставляли глиняные сосуды, кости животных. В мужские захоронения клали наконечники стрел, сабли, стремена, удила, тёсла, серпы, косы. В женские и детские — украшения, золотоордынские монеты периода правления ханов Узбека и Джанибека. Носителями культуры были местные полукочевые угорские племена.
С середины XIV века лесостепное население культуры подвергалось давлению переселенцев степных тюркоязычных кочевников Волго-Уральской степной полосы. После проникновения на их территорию тюркских (кыпчакских) племён, население, принявшее ислам, стало одной из основ в этногенезе башкир и татар.
Оставленные в захоронениях предметы свидетельствуют о том, что в комплексе вооружений чияликских племен преобладала легковооруженная конница.

## Палеогенетика
Палеогенетиками выявлены длительные генетические связи представителей чияликской и кушнаренковской культур с венграми Карпатского бассейна и подтверждена уральская трансмиссия нескольких восточно-евразийских монородительских линий в их генофонде. У представителей чияликской культуры определены митохондриальные гаплогруппы H1m, H2b, H6b2, H13a1d, T2d1b1, T2d2, T2e, C4b, C5a1, C5c, D4c2b, D4e4, D4j2a, Z1a, N1a1a1a1a, A+152+16362+200, M7c1a1a1, F1b1e, V26, U3a и U5a1d2a1. Некоторые образцы из групп Уелги+Каранаево и Чиялик (Горново) принадлежат к одной Y-хромосомной гаплогруппе N1a1a1a1a2a1c-B539/PH3340 (ISOGG v15.73), соответствующей генетическому составу Волго–Уральского региона. Они сгруппированы вместе с образцами из Уелги и современными хантами, манси и венграми, а также с башкирами и татарами Волго-Уральского региона. Образцы с Y-хромосомной гаплогруппой 
R1a1a1b2-Z93>R1a1a1b2a-Z94>Z2124 из групп Новинки (два образца из Брусян) и Большие Тиганы связаны с образцами с Ближнего Востока, в то время как особи из группы Чиялик с Y-хромосомной гаплогруппой R1a-Z280>Y4459 близки к русским и белорусам: два отцовских гаплотипа с участка Ново-Хозятово идентичны и находятся в одном шаге от современных белорусов и русских. Выборка с участка Гулюково удалена от этих выборок, но также расположена рядом с русскими. Также у представителей чияликской культуры по STR программой NevGen определены Y-хромосомные гаплогруппы I1, J2a1-Z7700 и R1b.